# Nuevo Progreso El Viejo
Nuevo Progreso, officiellt Ejido Nuevo Progreso El Viejo, är en ort i Mexiko.   Den ligger i kommunen Las Choapas och delstaten Veracruz, i den sydöstra delen av landet, 600 km öster om huvudstaden Mexico City. Nuevo Progreso ligger 24 meter över havet och antalet invånare är 270.
Terrängen runt Nuevo Progreso är platt. Runt Nuevo Progreso är det ganska glesbefolkat, med 39 invånare per kvadratkilometer. Närmaste större samhälle är Francisco Rueda, 18,7 km nordväst om Nuevo Progreso. Trakten runt Nuevo Progreso består till största delen av jordbruksmark.